# Mamestra brassicae
Kupusna sovica, Mamestra brassicae, noćni je leptir (moljac) iz porodice sovica (Noctuidae). Veoma je širokog rasprostranjenja, prisutna u čitavom Palearktiku, što rezultuje variranjem u životnom ciklusu i morfologiji adulta. 

## Stanište i ekonomski značaj[3]
Vrsta naseljava staništa bogata nutrijentima, poput poljoprivrednog zemljišta, bašti, ruderalnog terena i slično. Izraziti je polifag, a kako ime sugeriše, najčešće biljke hraniteljke pripadaju porodici kupusnjača (Brassicacae), poput vrste Brassica oleracea i njenih brojnih kultivara (kupus, karfiol, brokoli, kelj, prokelj...). S obzirom na to da kupusna sovica ima više preklapajućih generacija i da je veoma dobro adaptirana, značajna i poznata kao štetočina u usevima. Gusenice se veoma lako prenose sa jednog lokaliteta na drugi, vrlo često i kroz pijačnu prodaju i u trgovinskim lancima. U različitim geografskim područjima, vrsta se prilagodila i drugim potencijalnim hraniteljkama, pa se beleže i ekonomski značajne vrste iz rodova poput Cucurbita, Solanum, Allium, Beta, Lycopersicon, Helianthus i mnoge druge. Gusenice se hrane eksternalno na listovima i gregarno zaključno sa trećim presvlačenjem. Četvrti stupanj odlikuje ubušivanje u plodove i nepopravljivu štetu, uključujući ostavljanje fecesa i olakšavanje transmisije infekcija različitih patogenih organizama.

## Opis vrste

### Razvojni stadijumi[6]
Jaja su sferična, žućkasta sa tamnijim vrhom i položena u većim grupama. Mlade gusenice su zelene boje, lateralno markirane belim linijama. Glava je srazmerna u odnosu na telu, a čitava gusenica najrobusnija kaudalno.Kada je istaknuta, mediodorzalna linija je bela i blago isprekidana. Kroz razvoj, subspirakularna linija dobija bledu crvenkastu boju, a čitav dorzum tamni. Pojavljuju se crne markacije subdorzalno tipične za gusenice sovica. Intenzitet boja varira od ishrane gusenice i geografskog područja. Lutka je jasno smeđa i glatka i vrsta prezimljava u ovom stadijumu.

### Adulti[8]
Iz plitko ukopane lutke adulti, u umerenim krajevima, izlaze u maju i junu. Tipičnog su izgleda za sovice, sivkasto mrki, sa finim obrascem na prednjim krilima. Karakteristična je beličasta markacija bubrežastog oblika. Raspon krila je veoma varijabalan, a dostiže najviše 50mm. Noćni su letači, a preko dana se kriju među vegetacijom. Parenje je zbog ekonomskog značaja ekstenzivno proučavano kod kupusne sovice, a u svetu je postignut značajan uspeh korišćenjem parazitoida u cilju biološke kontrole.
- Zrela gusenica kupusne sovice na karfiolu